# Линге, Мартин
Мартин Йенсен Линге (норв. Martin Jensen Linge; 11 декабря 1894, Линге-Фарм — 27 декабря 1941, Молёй) — норвежский киноактёр и деятель Движения Сопротивления, капитан норвежской армии и командир 1-й отдельной норвежской роты при Управлении специальных операций Великобритании.

## Биография

### Ранние годы
Мартин Линге родился в Норддале (коммуна Вогсёй).
В 1915 году окончил военную школу Тронхейма в звании младшего офицера. Играл с 1917 по 1918 годы в Тронхеймском театре, с 1921 году появился на сцене Центрального театра Осло. С 1920 по 1930-е годы Мартин играл на сцене и снимался в кино, сыграв в пяти фильмах. Театральный критик Кристиан Эльстер писал, что Линге казался ему внешне беспомощным, но привлекательным, а в его голосе звучала искренность.

### Движение Сопротивления
Летом 1940 года Линге, участвовавший в обороне страны от немецких войск, вынужден был бежать в Великобританию. Там он вступил в норвежские отряды Движения Сопротивления и был зачислен в Управление специальных операций. Группа норвежцев, прошедших специальную подготовку для выполнения особо опасных заданий, вскоре превратилась в 1-ю отдельную норвежскую роту, командиром которой и стал Линге (позднее эту роту называли просто «ротой Линге» или «парнями Линге»). Весной 1941 года Мартин Линге прошёл боевое крещение после Лофотенского рейда, ставшего известным как операция «Клеймор».

### Гибель
В декабре 1941 года его отряд участвовал в операции «Стрельба из лука» по захвату острова Вогсёй, который был превращён немцами в крепость, для чего с острова выселили всё гражданское население. 27 декабря 1941 года Линге близ города Молёй во время атаки на немецкий штаб был смертельно ранен.
Похоронен на Западном кладбище Осло. Нурдаль Григ посвятил ему стихотворение со следующими строками:

Здесь лежит актёр Линге,
прорывавшийся словно свет.
Приветствовавший не словом,
но очередью из пулемёта.
Оригинальный текст (норв.)Her fikk skuespiller Linge

lysende sitt gjennombrudd.

Møtt av ingen bifallsalve,

men av mitraljøseskud

15 июня 1942 года Мартин Линге был посмертно награждён Норвежским Военным крестом с мечом, также его посмертно наградили британским крестом «За выдающуюся службу».

### Семья
Сын, Ян Герман Линге, стал инженером-кораблестроителем. Внук — Эспен Хавардсхольм, писатель и автор книги «Мартин Линге — мой дед. Роман о семье с фотографиями».

## Память

### Кинематограф

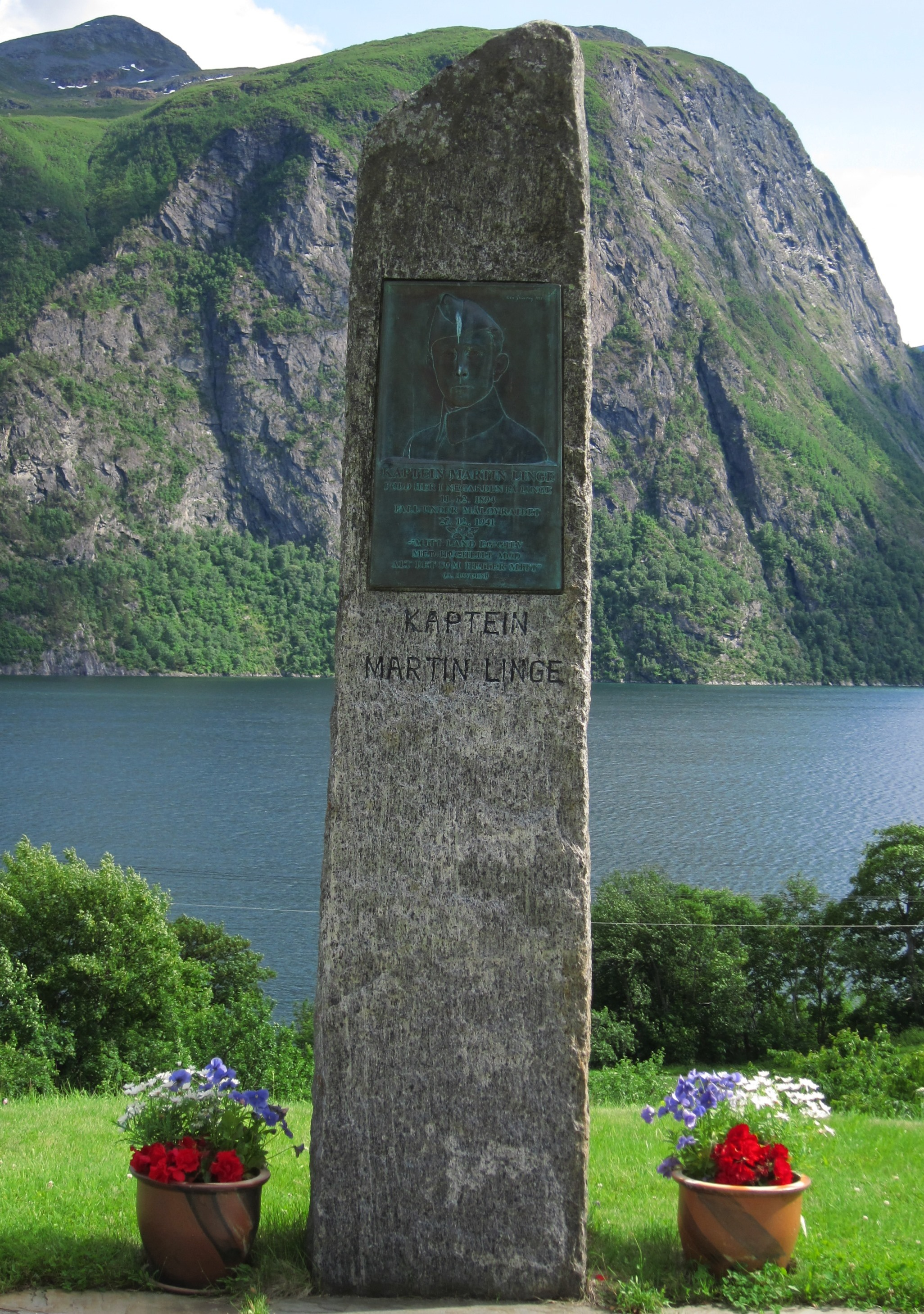
Памятник Мартину Линге в Норддале

8 мая 2004 года на Первом канале Норвежского телевидения вышел документальный фильм «Мартин Линге — актёр и легенда» режиссёров Мари Анн Мюрванг и Рунара Шёнга, посвящённый легендарному деятелю Движения Сопротивления. Съёмкой фильма занималась компания XpoMedia Ltd/FRM. В 2008 году в фильме «Макс Манус» роль Линге исполнил Петтер Несс.

### Памятники
- Памятник в городе Молёй в парке Линге
- Памятник в Норддале на ферме, где родился и жил Мартин Линге (открыт кронпринцем Улафом 17 июня 1946)[8]
- Нефтяная платформа в Северном море носит имя Мартина Линге[9]

### Улицы
- Улица капитана Линге (Олесунн)
- Улица капитана Линге (Ставангер)
- Улица Мартина Линге (Снароя)
- Улица Мартина Линге (Осло)
- Улица Мартина Линге (Стрёммен)
- Улица Мартина Линге (Мхи)
- Улица Мартина Линге (Хеймдал)

## Фильмография
- 1926 — Vägarnas kung — Ола
- 1935 — Samhold må til — Уорден
- 1938 — Det drønner gjennom dalen — полицейский
- 1938 — Bør Børson Jr. — Нильс Баккен
- 1939 — Gjest Baardsen — рыбак